# Rebekka Bakken
Rebekka Bakken (* 4. April 1970 in Lier bei Oslo) ist eine norwegische Sängerin und Songwriterin, die häufig im weiteren Sinne der Jazzmusik zugeordnet wird, obgleich sie selbst es ablehnt, sich als Jazzmusikerin zu charakterisieren. Ihre Stimme reicht über drei Oktaven.

## Leben und Karriere
Schon in der Kindheit kam die in der Nähe von Oslo aufgewachsene Rebekka Bakken innerhalb der Familie mit Musik in Berührung. Der Vater ist Neurologe, die Mutter Lehrerin. Sie spielte klassische Violine und Klavier und sang norwegische Folklore- und Kirchenlieder. In ihren Teenagerjahren machte sie Erfahrungen als Sängerin in Bands der norwegischen Rhythm-&-Blues-, Rock- und Funk-Szene. Nach Abbruch ihres Philosophie- und Wirtschaftsstudiums zog sie 1995 nach New York, um sich ihrer Gesangskarriere zu widmen. Sie begann, eigene Kompositionen und Texte zu schreiben. Der Einfluss des Modern Jazz nahm dabei zu. Ende der 1990er-Jahre lernte sie den österreichischen Jazz-Gitarristen Wolfgang Muthspiel kennen. Die 2001 und 2002 mit ihm im Duo entstandenen Veröffentlichungen machten sie einem größeren Kreis von Hörern bekannt. Ebenfalls noch in New York traf Rebekka Bakken mit der deutschen Pianistin Julia Hülsmann zusammen. Aus dieser Begegnung entstand die 2003 veröffentlichte CD Scattering Poems, in der Bakken zur Musik des Julia-Hülsmann-Trios Texte des amerikanischen Dichters E. E. Cummings interpretierte. Im selben Jahr verließ sie New York und fand in Wien ein neues Zuhause.
Das Label Universal nahm Bakken unter Vertrag, nach Studioaufnahmen in Oslo bei Bugge Wesseltoft veröffentlichte sie 2003 ihre erste Solo-CD, der 2005 die zweite folgte. Beide Aufnahmen zeigen populäre Singer/Songwriter-Einflüsse, ohne dem Jazz jedoch komplett den Rücken zuzukehren. Bei den Aufnahmen zu ihrer dritten Solo-CD I Keep My Cool, die im September 2006 erschien, wurde sie unter anderem von ihrem Landsmann Eivind Aarset unterstützt. Ihr 2009 veröffentlichtes viertes Album Morning Hours wurde von Craig Street produziert. 
Während Bakken immer wieder mit Jazzmusikern zusammenarbeitet, ihre Musik oft von Elementen des Jazz beeinflusst ist und diesem häufig auch zugeordnet wird, stellte sie in Interviews wiederholt fest, dass sie sich nicht als Jazzsängerin betrachtet und auch nie Standards oder etwa Scat gesungen hat. Dem Jazzbuch von Joachim Ernst Berendt und Günther Huesmann zufolge hat sie jedoch die angeblich „einzigartige Fähigkeit, in die unterschiedlichen Rollen zu schlüpfen, die ihre Lieder verlangen“. Es zitiert die junge Künstlerin mit dem Satz: „Sobald es einen Text gibt, geht es ganz um ihn. Wir [Sängerinnen] sind nur die Mädchen vom Lieferservice.“
Rebekka Bakken lebte seit 2009 mehrere Jahre in Schweden, doch inzwischen, spätestens seit 2018 lebt sie wieder in Norwegen.

## Auszeichnungen

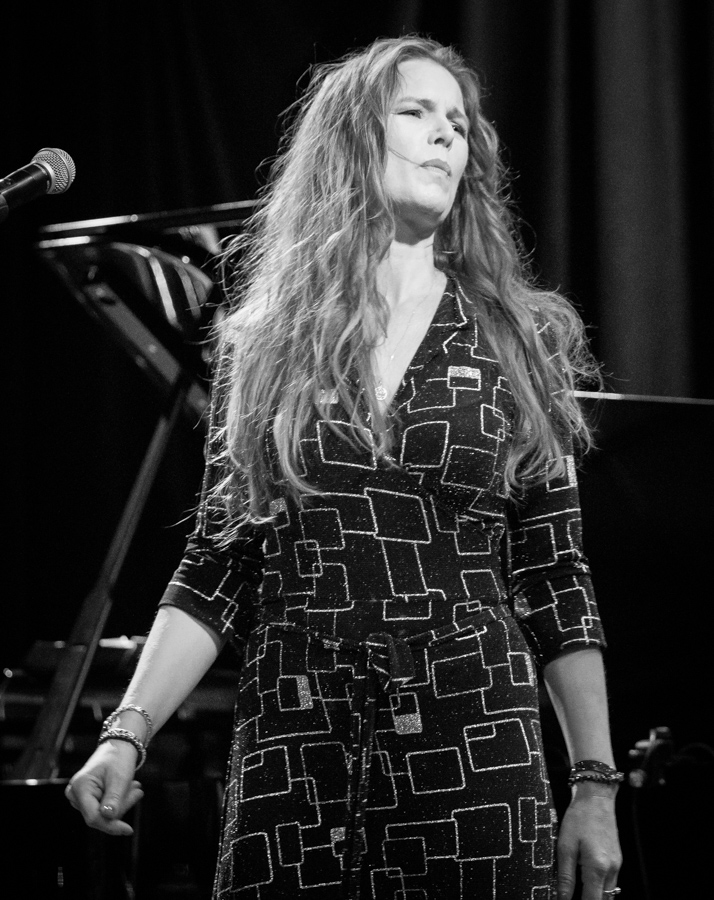
Rebekka Bakken (Oslo Jazzfestival 2017)

- In Deutschland gewann Bakken dreimal in Folge die Goldene Schallplatte (German Jazz Award): 2003 für das Album The Art of How to Fall, im Folgenden für Scattering Poems und 2005 für das Album Is That You?. Für das Album Little Drop of Poison auf der sie, begleitet von der hr-Bigband, Lieder von Tom Waits interpretierte, erhielt sie eine weitere Goldene Schallplatte als German Jazz Award.

- In Österreich bekam Bakken 2006 eine Goldene Schallplatte für das Album The Art of How to Fall.

- 2006 Amadeus Austrian Music Award in der Sparte Nationales Jazz/Blues/Folk-Album des Jahres für das Album The Art of How to Fall.[8]

- 2007 Amadeus Austrian Music Award für das Album I Keep My Cool.[9]

## Diskografie (Auswahl)

### Soloalben
- 2003: The Art of How to Fall (DE: Gold (German Jazz Award))
- 2005: Is That You?
- 2006: I Keep My Cool
- 2009: Morning Hours
- 2011: September
- 2014: Little Drop of Poison (mit der hr-Bigband)
- 2016: Most Personal
- 2018: Things You Leave Behind
- 2020: Winter Nights
- 2023: Always On My Mind

### Mit Julia Hülsmann
- 2003: Scattering Poems (DE: Gold (German Jazz Award))

### Mit Wolfgang Muthspiel
- 2001: Daily Mirror
- 2001: Daily Mirror Reflected (Remixes)
- 2002: Beloved

### Als Gastmusikerin
- 2002: Monolith – Enders Room (Johannes Enders)
- 2003: Heaven – Christof Lauer
- 2004: Human Radio – Enders Room (Johannes Enders)
- 2006: In Ewigkeit Damen – Ludwig Hirsch